# 정선읍
정선읍(旌善邑)은 대한민국 강원특별자치도 정선군의 군청소재지이다. 1973년에 읍으로 승격하였으며, 1000년 가까이 정선군의 행정, 문화 중심지 역할을 해 왔다. 읍사무소 소재지는 봉양리이다.

## 현황
1912년에 개교한 정선초등학교를 비롯하여 여러 교육기관이 자리잡고 있으며 국도 제42호선와 국도 제59호선, 정선선 철도가 지나는 교통의 요지이기도 하다. 특산물로는 메밀, 황기, 옥수수 등이 있으며 평창군 대화면과의 경계에 있는 가리왕산은 자연휴양림으로 지정되어 있다. 읍 중앙부를 조양강이 북에서 남으로 가로지르며 흐른다.

## 행정 구역
- 북실리(北實里)
- 애산리(愛山里)
- 신월리(新月里)
- 덕송리(德松里)
- 덕우리(德雨里)
- 여탄리(余呑里)
- 용탄리(龍灘里)
- 봉양리(鳳陽里)
- 회동리(檜洞里)
- 광하리(廣河里)
- 귤암리(橘岩里)
- 가수리(佳水里)

## 교육
- 정선초등학교 (봉양리)
  - 가수분교 (가수리)
  - 광하분교 (폐교) - 정선읍 정선로 411 (광하리)
- 봉양초등학교 (봉양리)
  - 정덕분교 (폐교) - 정선읍 백오담길 27 (덕우리)
- 벽탄초등학교 (용탄리)
  - 비룡분교 (폐교) - 정선읍 비룡동길 343 (용탄리)
- 정선중학교 (봉양리)
  - 벽탄분교 (폐교) - 정선읍 벽탄길 32 (용탄리)
- 정선고등학교 (봉양리)
- 정선정보공업고등학교 (북실리)

## 교통
- 정선역
- 정선시외버스터미널
- 정선시내버스터미널

## 기관
- 정선군청
- 정선군의회
- 정선경찰서
  - 동부지구대
  - 광하분소
- 강원특별자치도정선교육지원청
- 춘천지법영월지원정선군법원
- 정선등기소
- 정선국도관리사무소
- 정선국유림관리소
- 정선군선거관리위원회
- 정선소방서
- 국민건강보험공단 정선지사
- kt 정선지점
- 한국전력공사 정선지점
- 국립농산물품질관리원 강원지원 정선태백출장소

## 아파트
| 단지명        | 건설사           | 시행사       | 주소                         | 입주        | 비고     |
| ------------- | ---------------- | ------------ | ---------------------------- | ----------- | -------- |
| 정선 봉양주공 | 새천년종합건설㈜ | 대한주택공사 | 정선읍 녹송로 23-34 (봉양리) | 2006년 11월 | 국민임대 |

## 같이 보기
- 대한민국의 설치순 도시 목록